# ناپاکیاک (آلاسکا)
ناپاکیاک (به انگلیسی: Napakiak) شهری در ناحیه سرشماری بتل ایالت آلاسکا است که جمعیت آن در سرشماری سال ۲۰۰۰ میلادی ۳۵۳ نفر بوده‌است.